# یوزف برشتولد
یوزف برشتولد (به آلمانی: Joseph Berchtold) (زاده ۶ مارس ۱۸۹۷ – مرگ ۲۳ اوت ۱۹۶۲) یک ژنرال آلمانی در دوره رایش سوم و از ۱۹۲۶ تا ۱۹۲۷ فرمانده نیروی اِس اِس بود.وی در کودتای مونیخ شرکت داشت و در ۲۳ اوت ۱۹۶۲ درگذشت.
او در هرشینگ فروشنده سابق لوازم‌التحریر بود و موفق شد جانشینی یولیوس شرک را در سال ۱۹۲۶ بدست آورد و درجه رایشسفورر-اس‌اس را نصیب خود کند.
برشتولد در جنگ جهانی اول نیز خدمت کرد و در پایان جنگ درجه ستوان دومی را بدست آورد. در سال ۱۹۲۰ او به حزب سوسیالیست ملی‌گرای کارگران آلمان پیوست. او استعداد خوبی در زمینه فرماندهی داشت اما قادر به نگه‌داری سازمان‌دهندگان حزبی نبود. بعد از یک سری مشکلات در سال ۱۹۲۷ استعفا داده و معاونش ارهارد هایدن جانشین او شد.
برشتولد در سال ۱۹۲۴ رهبر حزب نازی در کرنتن در اتریش و همچنین رهبر اس آ بود. پس از بسترسازی دوباره برای حزب نازی در کودتای مونیخ، او دوباره در سال ۱۹۲۵ با شماره ۹۶۴ عضو حزب گشت. در آوریل سال ۱۹۲۶ برشتولد به آلمان بازگشته و در ۱۵ آوریل او رهبری اس آ در مونیخ را بدست اورد. در همان زمان او جانشین یولیوس شرک شد و جایگاه رایشسفورر را در ۱ نوامبر بدست آورد.
او از سال ۱۹۲۸ تا ۱۹۴۵ رهبری کارکنان عالی اس آ یعنی (او اس ای اف) را برعهده داشت و در سال‌های بعد برشتولد در درجه اول مشغول تبلیغات و روزنامه نگاری شده و از ۱ ژانویه ۱۹۲۷ تا ژانویه ۱۹۳۳ سردبیری و ریاست خدمات و از ژانویه ۱۹۳۳ تا فوریه ۱۹۴۳ علاوه بر معاونت نویسنده اصلی روزنامه فولکیشر اوبسرور جزو مسئولیت‌های او بود. در ۱۹۲۸ او روزنامه طوفان را تأسیس نموده و تا ژانویه ۱۹۳۸ او نویسندگی اصلی مقاله‌ها را برعهده گرفته بود که توسط فرماندهی عالی اس آ منتشر میشد. او همچنین نویسنده نشریات مختلف نازی‌ها و مجلات کارکنان بود.
نوشته‌های او در درجه دوم دربارهٔ رایش سوم بود. از مارس ۱۹۳۴ برشتولد عضو شورای شهر مونیخ بود و تا ۱ اکتبر و تا پایان جنگ از این کار دست کشید. از ۲۹ مارس ۱۹۳۶ به رایشتاگ وارد شد و در ۱۵ نوامبر ۱۹۳۵ سناتور فرهنگی رایش شد و از ۶ مارس ۱۹۳۶ ریاست بخش فرهنگی اس آ را برعهده گرفت. از ۲۹ آوریل ۱۹۴۰ کاپیتان ذخیره و موقتی در ارتش بود و از ۱۹۴۵ پس از پایان جنگ به‌طور موقت در بازداشت متفقین بود. 